# Mala škola ABC
Mala škola ABC je drugi studijski album zagrebačke pjevačice Ivane Banfić objavljen 1995. godine. Poznatije pjesme s albuma su pjesma "Cigareta" i "Šumica 2", čiji je vidospot ostao poznat po tehnici body-paintinga na njenom golom tijelu.

## Popis pjesama
| Br. | Skladba                         | Trajanje |
| --- | ------------------------------- | -------- |
| 1.  | »Stipe i Ruža«                  |          |
| 2.  | »Cigareta«                      | 3:36     |
| 3.  | »Šumica 2«                      | 3:42     |
| 4.  | »Premalo«                       |          |
| 5.  | »I Bee I ne Bee«                |          |
| 6.  | »Šumica 2« (remiks)             |          |
| 7.  | »When the night falls«          |          |
| 8.  | »When the night falls« (remiks) |          |